# Kemité ortodoxo
O kemité ortodoxo é uma das formas modernas de reconstrução da religião do Kemetismo. Foi fundada no final da década de 1980 e início da década de 1990 nos Estados Unidos por Tamara Siuda, que a considera uma religião africana. Ortodoxo significa que o reconstrucionismo, como pensado por Tamara Siuda, tenta ser o mais próximo possível das práticas antigas. Tamara Sidua é a fundadora desta forma de reconstrucionismo, bem como a atual líder. Ela é a Nisut (o título do faraó no passado) e seu nome de reinado é Sekhenet-Ma'at-Ra setep-en-Ra Hekatawy I. Seu reinado começou em 3 de agosto de 1992.
Esta religião é baseada nos seguintes princípios: um culto definido como monólatro, um culto dedicado aos ancestrais e devoção pessoal. É uma religião ritual e não revelada. Ou seja, os crentes comunicam/experimentam diretamente o divino por meio de suas ações e rituais diários. A Ortodoxia Kemite honra o Netjer (deus no antigo Egito) e suas várias formas ("os nomes de netjer » isto é, os nomes dos netjer), e se esforça para praticar Maat. Netjer é uma antiga palavra egípcia que significa divino. O templo ortodoxo estava sediado nos Estados Unidos, em Joliet no Ilinois.
Existem vários "estádios". Primeiro, a pessoa se registra e durante cerca de quatro meses recebe cursos sobre a religião egípcia e sobre a ortodoxia khemita, é um tempo de aprendizado e reflexão. Então ele pode fazer parte da comunidade como Remetj e mais tarde, se desejar, como Shemsu. Ele então passará por um ritual de iniciação que o dedicará a um deus, deusa ou grupo de deuses em particular. Ele deverá venerá-los prioritariamente e fará parte dos sacerdotes do kemité ortodoxo . Há um estágio final, o Shemsu-Ankh . Com esta nomeação, a pessoa se torna parte integral do kemité ortodoxo e deve se dedicar a ela. Para se tornar um Shemsu-Ankh, a pessoa deve passar por um rito de iniciação chamado Weshem-ib (teste do coração). 